# Albacken
Albacken är en  småort i Bräcke kommun i Jämtlands län, belägen i Hällesjö distrikt (Hällesjö socken) vid norra stranden av Alan öster om Bräcke. 2015 hade folkmängden i området minskat och småorten upplöstes. men vid avgränsningen 2020 var det åter en småort.
Orten hette ursprungligen Alanäset men namnet byttes till Albacken för att undvika adressförväxling med Alanäs socken.
Medeldistanslöparen Gunder Hägg var delvis uppvuxen i Albacken.